# Nezha El Ouafi
Nezha El Ouafi (en arabe : نزهة الوافي), née en 1971 à El Kelaâ des Sraghna (Maroc), est une femme politique marocaine, membre du Parti de la justice et du développement (PJD).

## Biographie

### Études et carrière professionnelle
Elle est titulaire d’une licence en langue et littérature arabe de l’Université Cadi Ayyad (Marrakech) en 1996 et d’un Master en Sociologie Spécialisée de l’Université Sorbonne Nouvelle (Paris) en 2002. Elle est également titulaire d’un Doctorat en sociologie de l’Université Mohammed V en 2017 (Rabat).
Elle a occupé plusieurs fonctions, dont celle d’enseignante en sciences sociales à l’Université d’Alessandria et de Vérone (Italie), (2005-2007), Chef du projet européen « Droits au mouvement des immigrés en Italie », à Turin (Italie) et Chef du projet de recherche « La Moudawana, le nouveau Code de la Famille marocaine» à l’Institut Euro-méditerranéen Paralleli et l’Association Alma Terra, à Turin. Membre de l’Assemblée Parlementaire du Conseil de l’Europe entre 2011 et 2016 et Présidente du Forum des compétences marocaines à l’étranger.

### Carrière politique
Le 5 avril 2017, elle est nommée secrétaire d'État chargée du Développement durable dans le gouvernement El Othmani.
Au 9 octobre 2019, elle est nommée ministre déléguée auprès du ministre des Affaires étrangères, de la Coopération africaine et des Marocains résidant à l’Étranger, chargée des Marocains résidant à l’Étranger dans le Gouvernement El Otmani II.
Elle est membre de la Chambre des Représentants depuis 2007 et a été la Vice-présidente de la Chambre des représentants pour la législature 2016-2021.
En aout 2021, elle annonce la création d'une agence nationale dont la mission sera la promotion des arts et de la culture marocains au niveau international,.